# Ситифенска Мавретания
Ситифенска Мавретания (на латински: Mauretania Sitifensis) е римска провинция, част от региона на Мавретания.

## История
Намирала се е на територията на днешен Алжир и имала столица в Цезарея, която е издигната от Клавдий на титулар-колония. Провинцията изнася зърнени храни, пурпур и ценни дърва. Император Септимий Север (193 – 211) разширява територията на провинцията. Той строи граничен път.
Император Диоклетиан отделя провинцията Ситифензис, която е наречена на нейната столица Ситифис (Colonia Nerviana Augusta Martialis Veteranorum Sitifensium, днешен Сетиф) и взема изтока на предишната Цезарийска Мавретания.
През 4 и 5 век населението приема християнската вяра, по-късно голяма част е превърженик на арианството. От 430 г. провинцията е владяна от вандалите, около 533 г. източоримската войска я завладява обратно.